# پرجیتسویل (ویرجینیای غربی)
پرجیتسویل (به انگلیسی: Purgitsville) یک منطقهٔ مسکونی در ایالات متحده آمریکا است که در شهرستان همپشر، ویرجینیای غربی واقع شده‌است. پرجیتسویل ۲۸۵ متر بالاتر از سطح دریا واقع شده‌است.